# KP-SAM
Das KP-SAM (koreanisch 신궁 „Shingung“), genannt 'göttlicher Bogen', ist ein modernes schultergestütztes Kurzstrecken-Boden-Luft-Lenkwaffensystem (MANPADS) aus südkoreanischer Produktion. Die Serienproduktion begann 2005 und wird vom Südkoreanischen Heer und der Südkoreanischen Luftwaffe verwendet.

## Technik
Das System wird von einem Soldaten bedient. Es besteht aus einem Werfer und einem Dreibein mit Sitz. Das System ähnelt dem französischen Mistral-Flugabwehrsystem. Die Rakete verfügt über ECCM-Fähigkeiten und ist somit in der Lage, gegnerische Täuschkörper zu erkennen und zu ignorieren. In Flugversuchen konnte eine prozentuale Trefferquote von 90 % erzielt werden.